# Amorphochilus schnablii
Amorphochilus schnablii — є одним з двох видів кажанів родини фурієкрилові (Furipteridae).

## Поширення
Країни поширення: Чилі, Еквадор, Перу. Обмежений прибережною зоною. Знайдений у невеликих групах до 300 осіб. Знайдений в лісах, посушливих районах і в середовищі людей. Печери і покинуті будівлі використовуються як прихистки. В основному лускокрилих.

## Загрози та охорона
Найважливішим питанням є збереження та охорона печер, де цей вид зустрічаються.